# Serkan Balkan
Serkan Balkan (Trabzon, 28 maart 1994) is een Turks wielrenner die in 2019 en 2020 reed voor Salcano Sakarya BB Team.

## Carrière
In 2016 werd Balkan zesde in het eindklassement van de Ronde van Servië, waardoor hij wel het jongerenklassement op zijn naam schreef. Twee maanden later won hij de tweede etappe in de Ronde van Ankara. Door zijn zege nam hij de leiderstrui over van Feritcan Şamlı, die een dag eerder de tijdrit had gewonnen. Zijn leiderstrui wist hij met succes te verdedigen, waardoor hij Nazım Bakırcı opvolgde op de erelijst.
In 2017 maakte hij de overstap naar Torku Şekerspor. Namens die ploeg werd hij in april twaalfde in het eindklassement van de Ronde van Mersin. Twee maanden later werd hij achtste in het nationale kampioenschap tijdrijden. In oktober nam hij met een Turkse selectie deel aan de Ronde van Turkije, die dat jaar voor het eerste deel uitmaakte van de UCI World Tour. In 2018 reed hij nog bij Torku Şekerspor, namens wie hij vooral startte in meerdaagse etappewedstrijden. Per 2019 maakte hij de overstap naar het eveneens Turkse Salcano Sakarya BB Team, waar hij in 2020 stopte als professioneel wielrenner.

## Overwinningen
2016
Jongerenklassement Ronde van Servië
2e etappe Ronde van Ankara
Eindklassement Ronde van Ankara

## Ploegen
- 2017 –  Torku Şekerspor
- 2018 –  Torku Şekerspor
- 2019 –  Salcano Sakarya BB Team
- 2020 –  Salcano Sakarya BB Team

Akdilek · Atalay · Bakırcı · Balkan · Balykin · Chirico · Dilek · Keleş · Örken · Özgür · Reis · Şamlı · Sayar
Acar · Akdilek · Atalay · Bakırcı · O. Balkan · S. Balkan · Balykin · Dilek · Örencik · Özgür · Raileanu · Şamlı